# Pandharpur
Pandharpur (hindi पंढरपुर, marathi पंढरपूर) – miasto (taluk) w południowych Indiach nad Bhimą, w dystrykcie Solapur, w stanie Maharasztra, znane ze Świątyni Withoby.

## Położenie
Miasto ma powierzchnię 1207 km². Znajduje się w zachodnim Solapurze na wysokości 465 m n.p.m.. Od północy Pandharpur jest otoczony pasmem Balaghatów, od zachodu Ghatami Zachodnimi (Sahyadri), od południa znajdują się góry Gandharvad, a na wschodzie miasto otacza równina.

## Historia
Pierwsza pisemna wzmianka o Pandharpurze pochodzi z 516 roku n.e.  Na początku XIII wieku miaejscowość zamieszkiwali najprawdopodobniej ludzie mówiący językiem marathi i językiem kannada, którego używano do końca XIII wieku. Świątynia Withoby powstała przed 1251 rokiem.  Pod koniec XIII wieku do Pandhapuru przybył Dźńaneśwar, który skupił wokół siebie wielu uczniów, co wpłynęło na pozycję miasta jako centrum kulturalnego. Pandharpur został najechany przez muzułmanów w 1318 roku. Pozostawał w ruinie pod panowaniem Sułtanatu Bahmanidów do czasów rządów Peshwy (XVII wiek). Poprawa sytuacji miasta nastąpiła w XVII wieku, w Pandhapurze przebywał wówczas mistyk Tukaram z uczniami, który szerzyli ruch warkari. Południowo-wschodnia część miasta została zasiedlona po 1787 roku, kiedy to wybudowano świątynię Bhuleśwar. Od 1818 do 1947 roku miasto znajdowało się pod panowaniem imperium brytyjskiego. Oficjalnie uzyskało status miasta (ang. municipal bureau) w 1855 roku.

## Architektura
Stare miasto jest obwarowane murami miejskimi, dwa wejścia bramne znajdują się od północy i od wschodu. W mieście znajduje się 27 świątyń. Dla pielgrzymów jest dostępnych 15 dharmśali i 330 math (m.in. matha Sant Kaikadi Maharaj Math na północy miasta). Nad brzegiem Bhimy znajduje się 9 ghat, 7 z nich powstało w okresie pomiędzy 1770 a 1800 rokiem.

## Transport
Miasto przecina linia kolejowa na osi północ-południe ze stacją kolejową Pandharpur (połączenie z Mumbajem). Ponadto w mieście znajduje się terminal autobusowy.

## Galeria

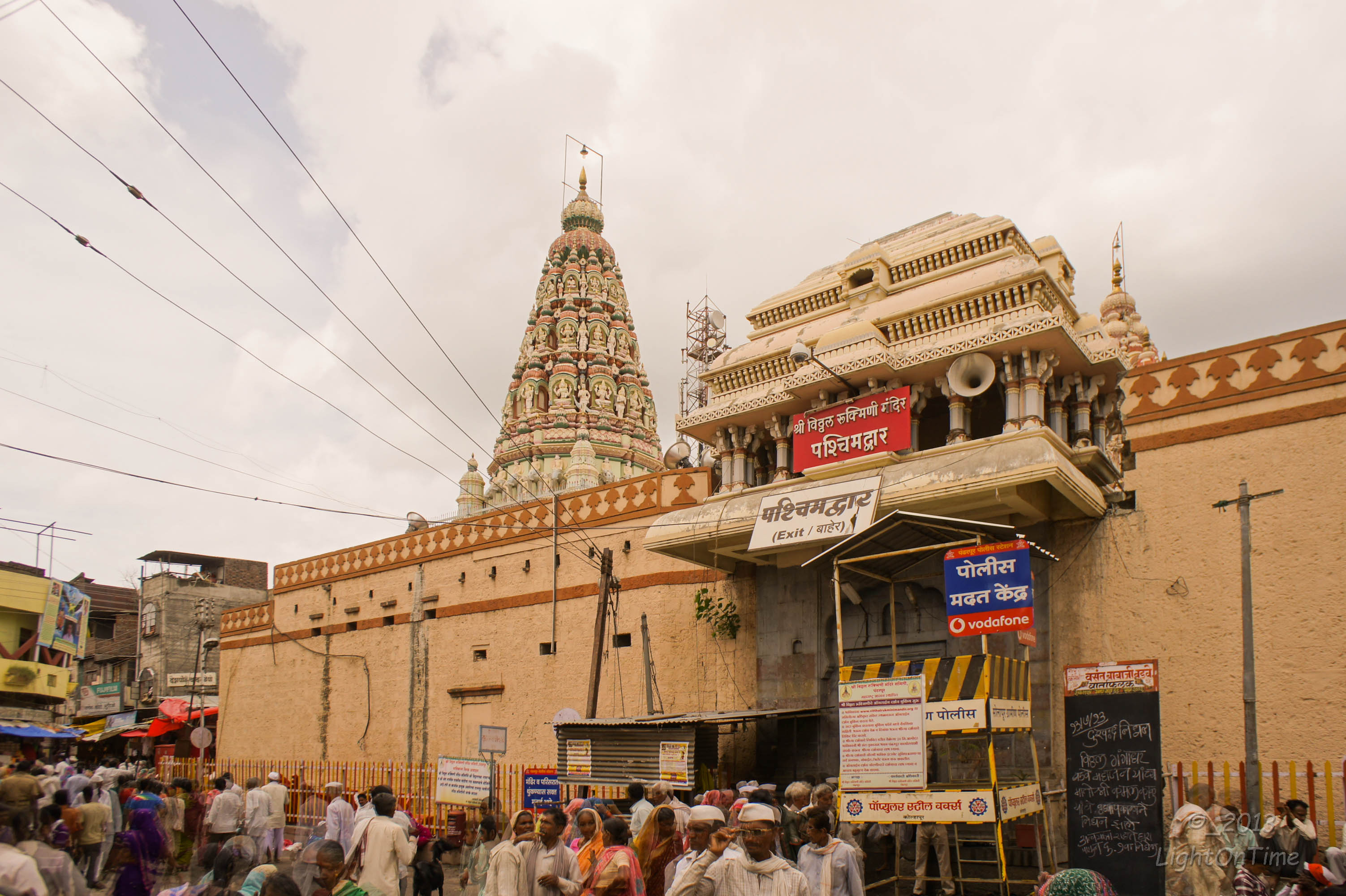
Świątynia Withoby (2013)
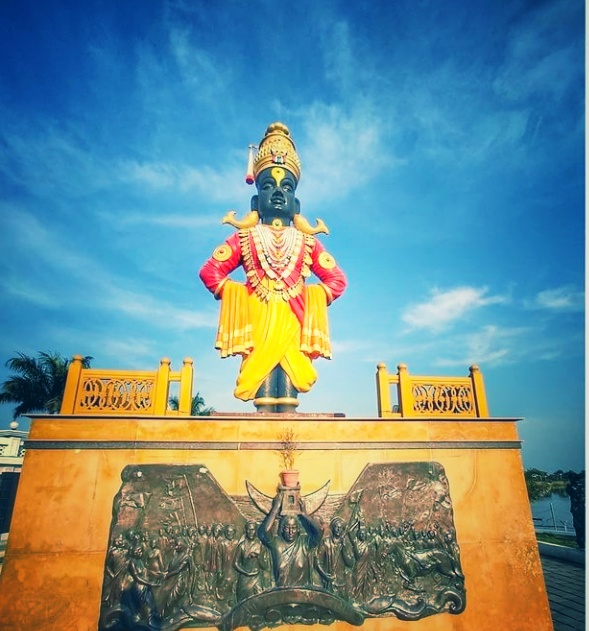
Statua Withoby
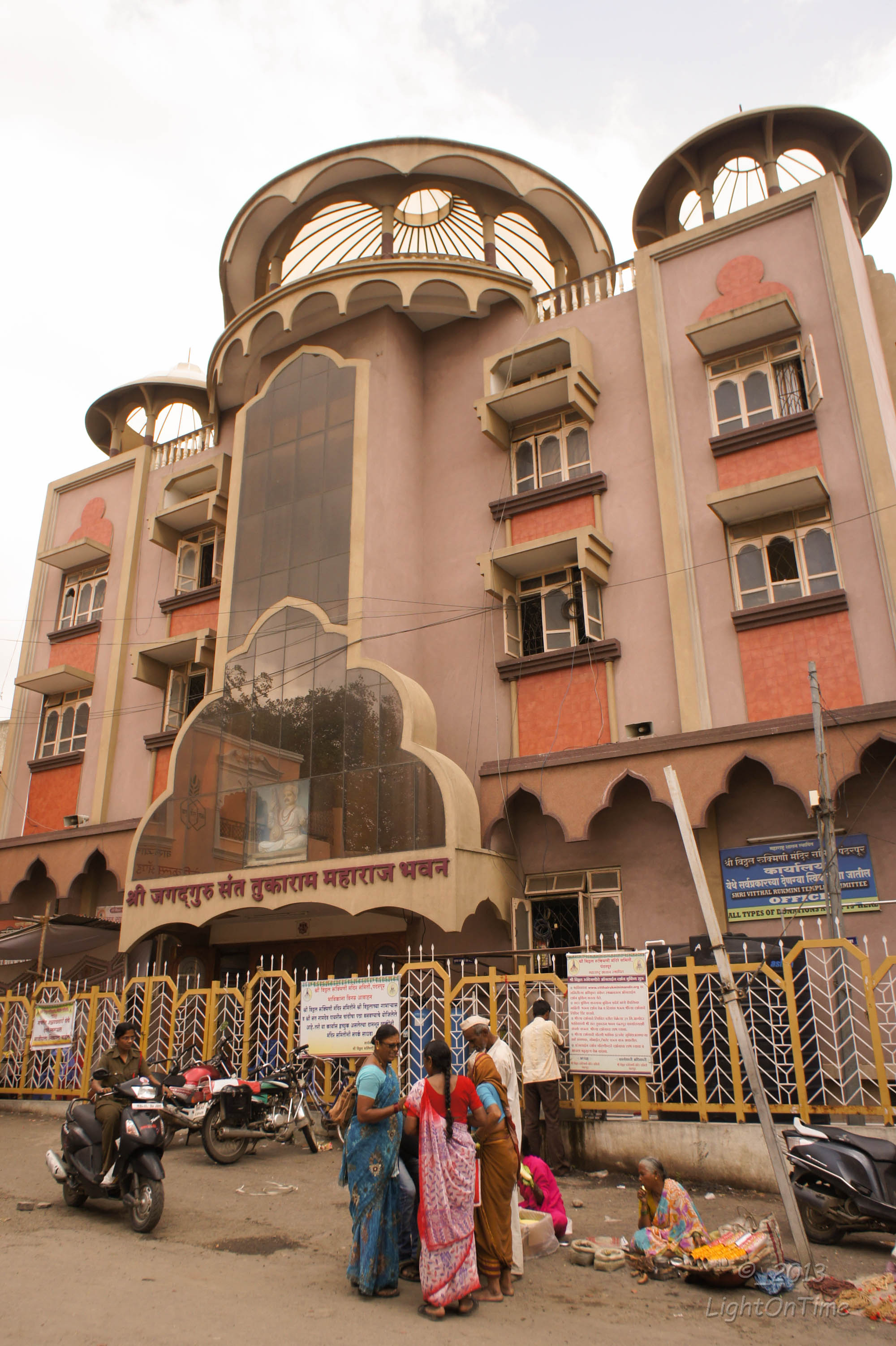
Biuro świątyni Withoby (2013)
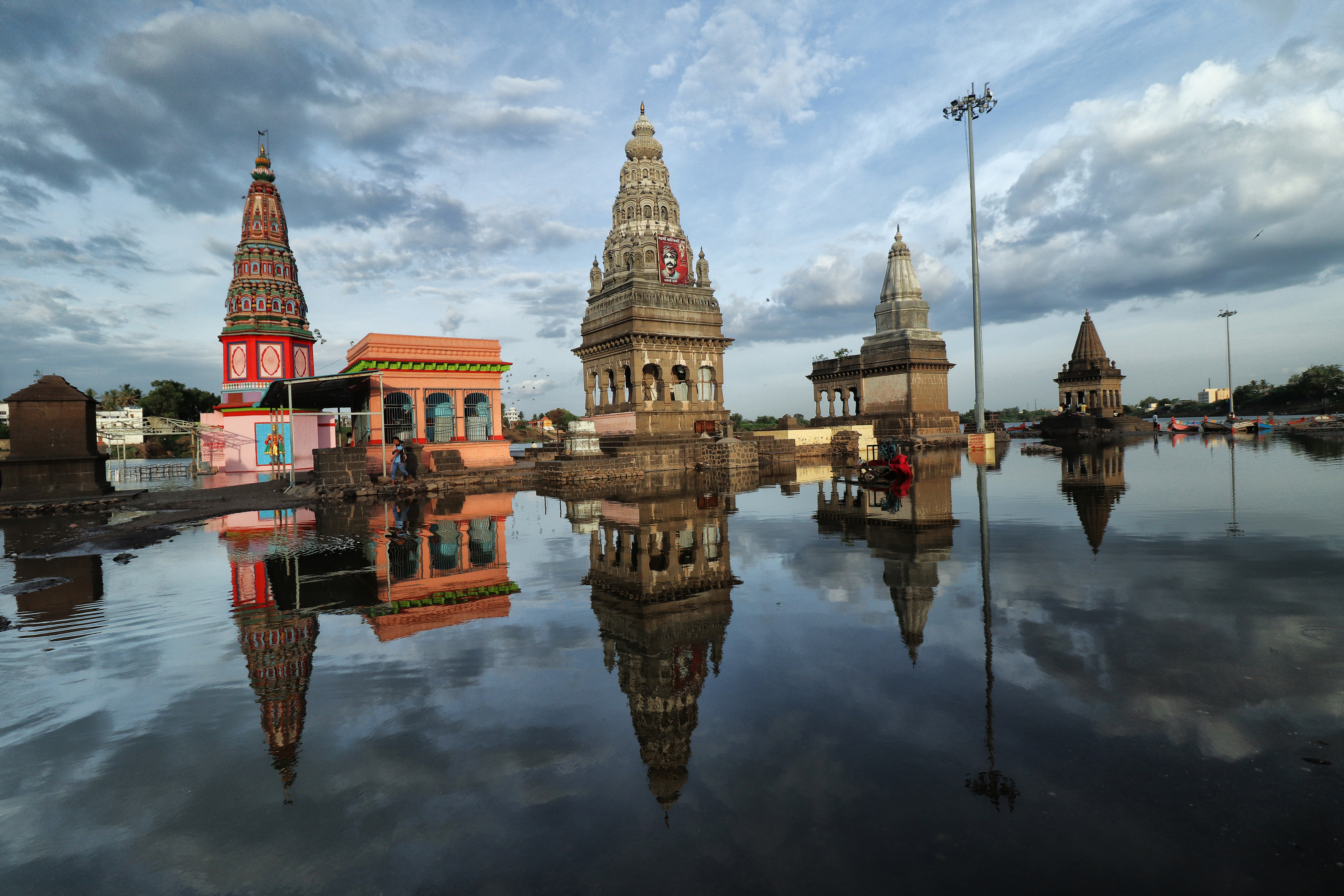
Świątynia Pundalika (2020)
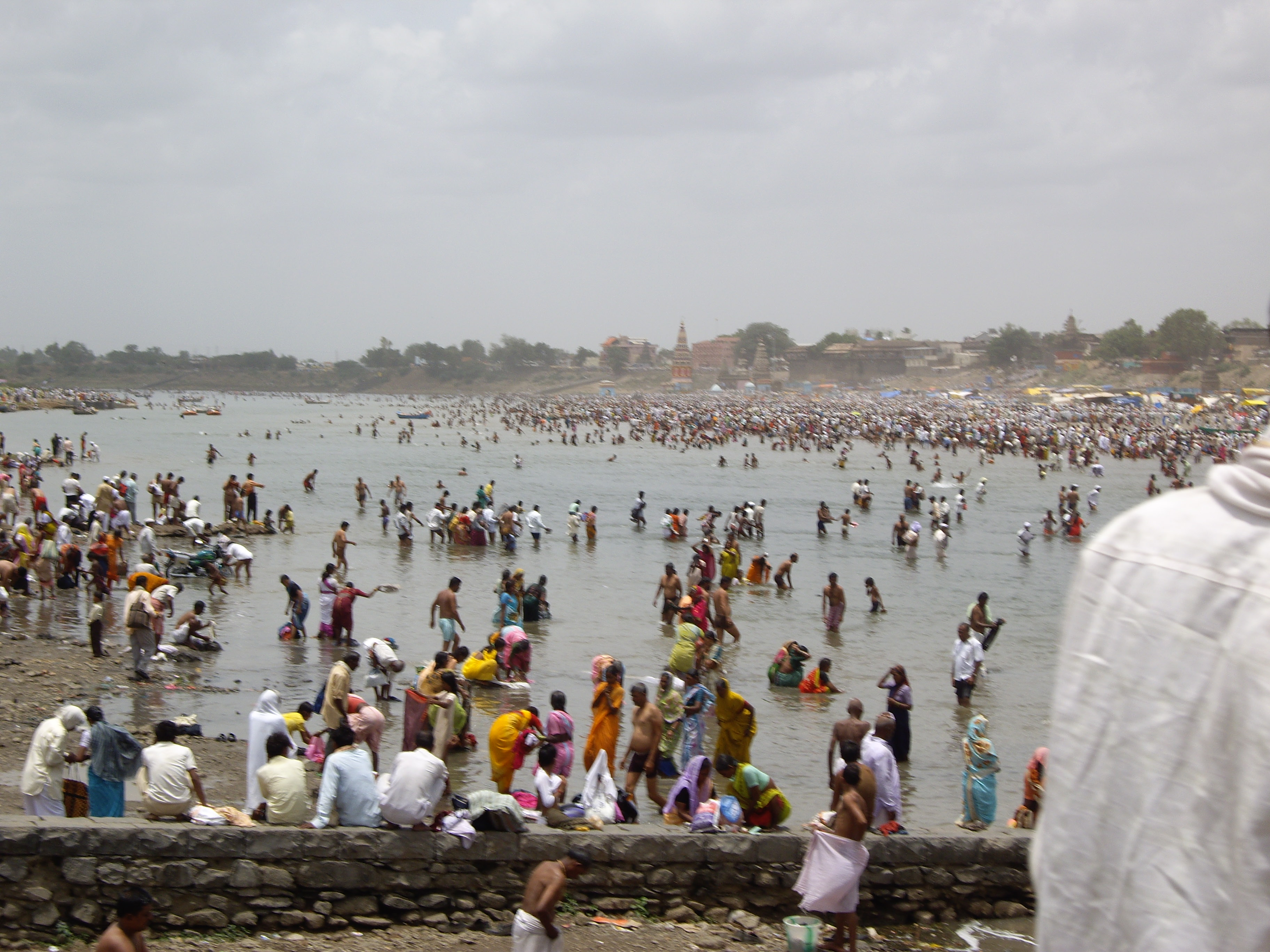
Pielgrzymi w rzece (2008)
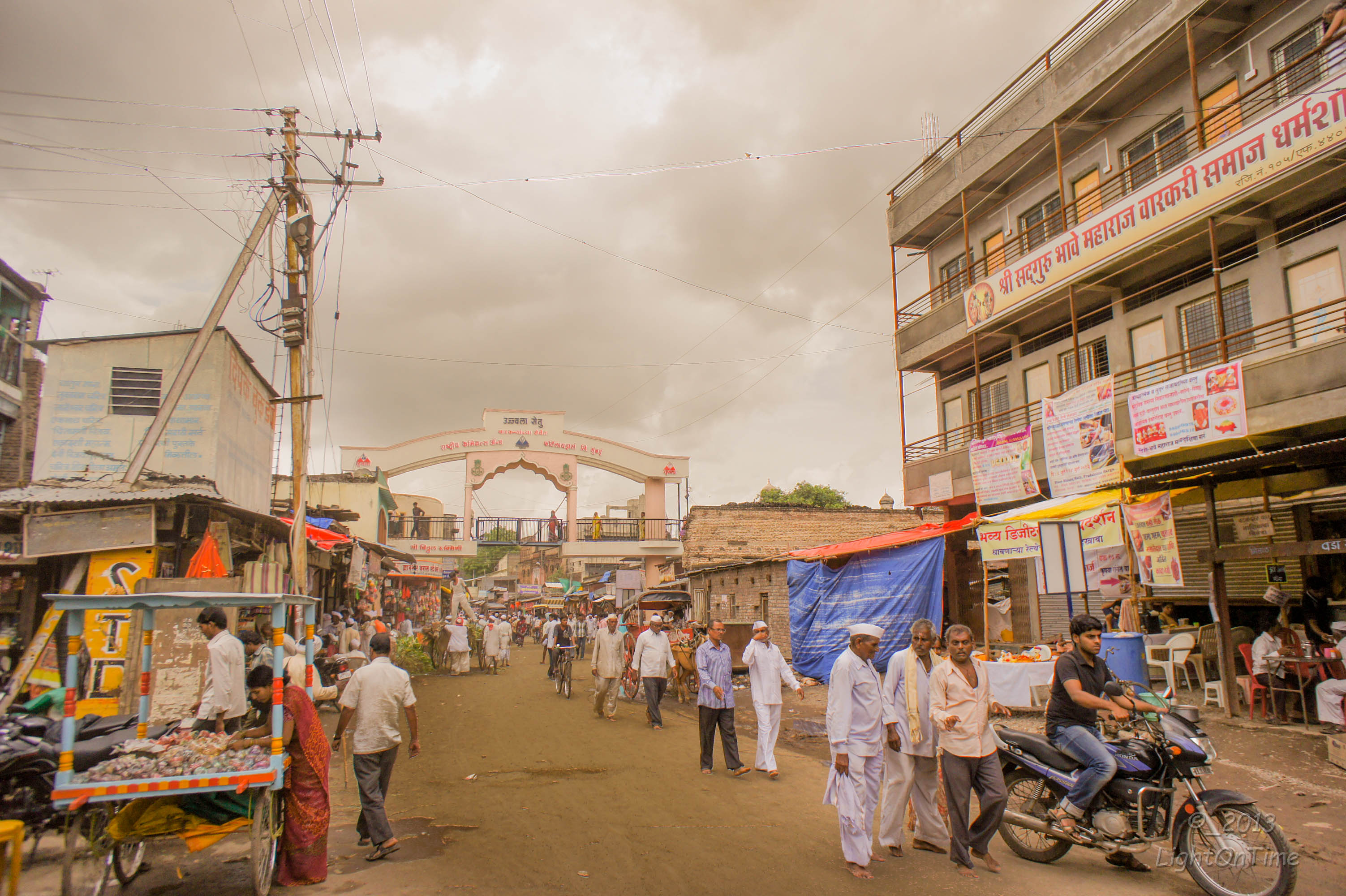
Jedna z ulic (2013)
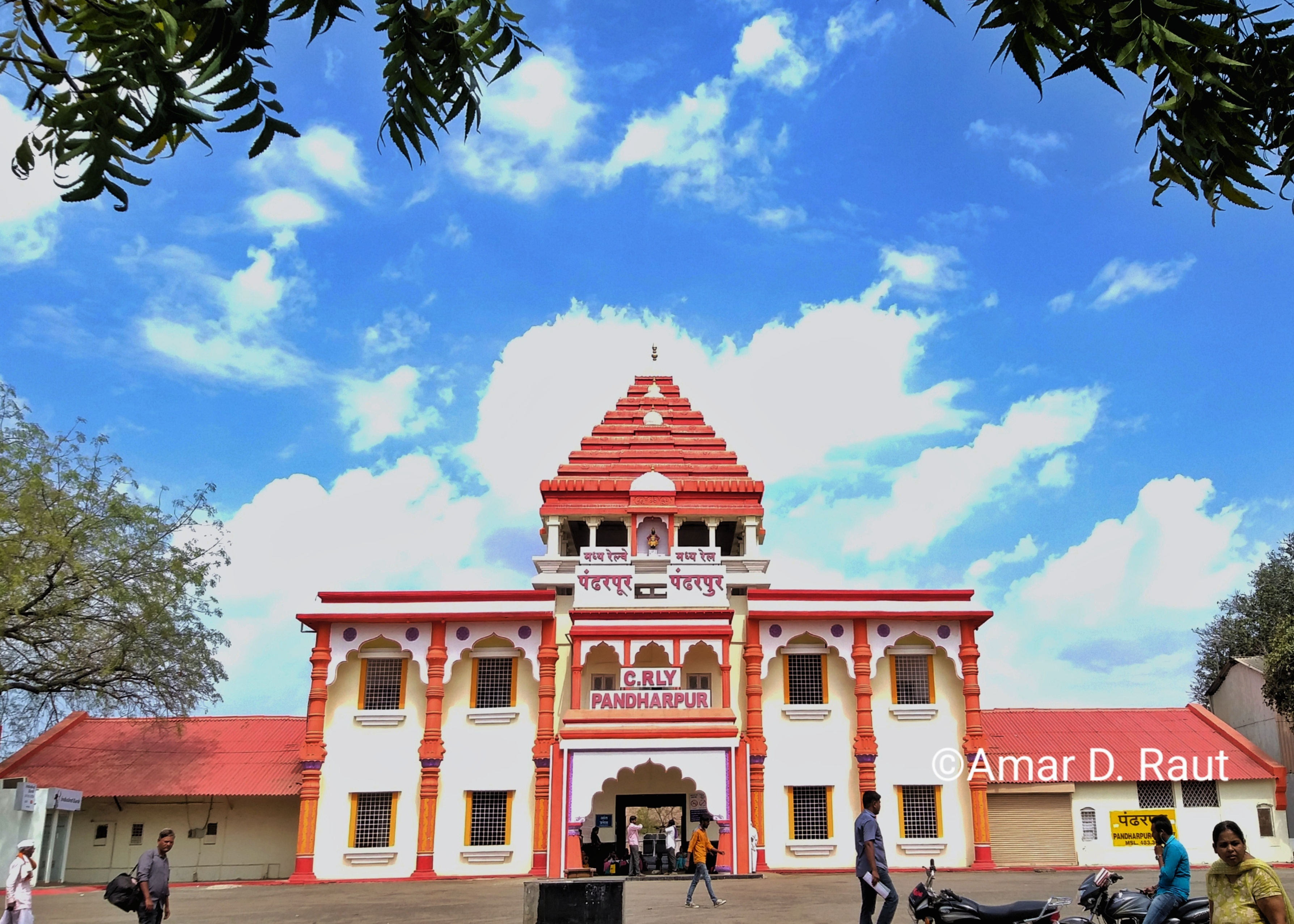
Dworzec kolejowy (2020)